# Старе Сьолковиці
Старе Сьолковиці (пол. Stare Siołkowice, нім. Alt Schalkowitz; 1936-1945: Alt Schalkendorf) — село в Польщі, у гміні Попелюв Опольського повіту Опольського воєводства.
Населення — 2033 особи (2011).

## Демографія
Демографічна структура станом на 31 березня 2011 року:
|          | Загалом | Допрацездатний вік | Працездатний вік | Постпрацездатний вік |
| -------- | ------- | ------------------ | ---------------- | -------------------- |
| Чоловіки | 974     | 163                | 679              | 132                  |
| Жінки    | 1059    | 145                | 674              | 240                  |
| Разом    | 2033    | 308                | 1353             | 372                  |